# Ommatius texanus
Ommatius texanus är en tvåvingeart som beskrevs av Bullington och Lavigne 1984. Ommatius texanus ingår i släktet Ommatius och familjen rovflugor.
Artens utbredningsområde är Texas. Inga underarter finns listade i Catalogue of Life.